# 卢瓦尔河畔瑞涅
卢瓦尔河畔瑞涅（法語：Juigné-sur-Loire，法語發音：[ʒɥiɲe syʁ lwaʁ] ⓘ）是法国曼恩-卢瓦尔省的一个旧市镇，属于昂热区。2016年12月15日，卢瓦尔河畔瑞涅和相邻的圣让德莫夫雷合并为新市镇卢瓦尔河畔莱加雷讷，卢瓦尔河畔瑞涅为政府驻地。

## 地理
卢瓦尔河畔瑞涅（47°24'27"N, 0°28'33"W）面积12.49 平方千米，位于法国卢瓦尔河地区大区曼恩-卢瓦尔省，该省份为法国西部内陆省份，大致对应安茹地区，北起顺时针与马耶讷省、萨尔特省、安德尔-卢瓦尔省、维埃纳省、德塞夫勒省、旺代省、大西洋卢瓦尔省和伊勒-维莱讷省接壤。
与卢瓦尔河畔瑞涅接壤的市镇（或旧市镇、城区）包括：拉达格尼耶尔、莱蓬德塞、圣让德莫夫雷、欧邦斯河畔圣默莱纳。

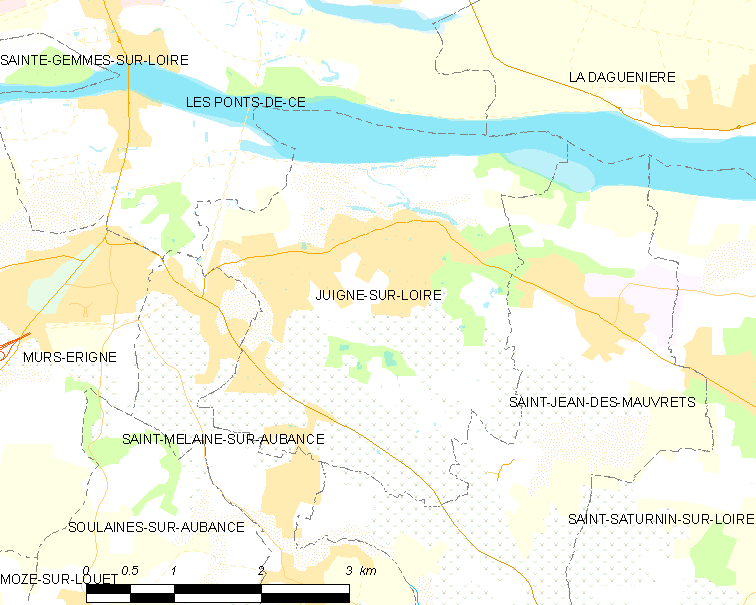
卢瓦尔河畔瑞涅的OSM定位图

卢瓦尔河畔瑞涅的时区为UTC+01:00、UTC+02:00（夏令时）。

## 行政
卢瓦尔河畔瑞涅的邮政编码为49610，INSEE市镇编码为49167。

## 政治
卢瓦尔河畔瑞涅所属的省级选区为莱蓬德塞县。

## 人口

1962-2008年间卢瓦尔河畔瑞涅人口变化图示

卢瓦尔河畔瑞涅于2018年1月1日时的人口数量为2707人。